# Joaquín Valiente
Joaquín Valiente Cioli (Colonia Valdense, 13 aprile 2001) è un calciatore uruguaiano, centrocampista del Barcelona SC in prestito dallo Defensor Sporting.

## Carriera
Cresciuto nel settore giovanile dello Defensor Sporting, ha esordito in prima squadra il 3 giugno 2021 disputando l'incontro di Segunda División vinto 2-1 contro il Rocha. L'anno seguente ha invece esordito in prima divisione.

## Statistiche

### Presenze e reti nei club
Statistiche aggiornate all'8 maggio 2022.
| Stagione        | Squadra           | Campionato      | Campionato | Campionato | Coppe nazionali | Coppe nazionali | Coppe nazionali | Coppe continentali | Coppe continentali | Coppe continentali | Altre coppe | Altre coppe | Altre coppe | Totale | Totale |
| Stagione        | Squadra           | Comp            | Pres       | Reti       | Comp            | Pres            | Reti            | Comp               | Pres               | Reti               | Comp        | Pres        | Reti        | Pres   | Reti   |
| --------------- | ----------------- | --------------- | ---------- | ---------- | --------------- | --------------- | --------------- | ------------------ | ------------------ | ------------------ | ----------- | ----------- | ----------- | ------ | ------ |
| 2020            | Defensor Sporting | PD              | 0          | 0          |                 | -               | -               |                    | -                  | -                  |             | -           | -           | 0      | 0      |
| 2021            | Defensor Sporting | SD              | 25         | 3          |                 | -               | -               |                    | -                  | -                  |             | -           | -           | 25     | 3      |
| 2022            | Defensor Sporting | PD              | 5          | 0          |                 | -               | -               |                    | -                  | -                  |             | -           | -           | 5      | 0      |
| Totale carriera | Totale carriera   | Totale carriera | 30         | 3          |                 | -               | -               |                    | -                  | -                  |             | -           | -           | 30     | 3      |

## Palmarès

### Club

#### Competizioni nazionali
- Copa Uruguay: 3

Defensor Sporting: 2022, 2023, 2024